# تلکوم صربستان
تلکوم صربستان (به انگلیسی: Telekom Srbija) شرکت مخابرات صربستانی است، که دفتر مرکزی آن در شهر بلگراد، صربستان قرار دارد.
این شرکت در زمینه ارائه خدمات اینترنت، خطوط تلفن ثابت و شبکه تلفن همراه در کشورهای صربستان، بوسنی و هرزگوین و مونته‌نگرو فعالیت می‌کند.
بزرگترین سهام‌داران شرکت تلکوم صربستان، شرکت تلکام ایتالیا با ۵۱ درصد و شرکت مخابرات یونانی اوتی‌ای با ۲۹ درصد سهام می‌باشند.